# Scotocyma platydesma
Scotocyma platydesma là một loài bướm đêm trong họ Geometridae.